# Darryl Duffy
Darryl Alexander Duffy (Linwood, 16 aprile 1984) è un calciatore scozzese, attaccante dei Largs Thistle.

## Carriera

### Club
Cresce nel settore giovanile del Rangers, che nella stagione 2003-2004 lo aggrega alla propria prima squadra facendogli anche giocare una partita nella fase a gironi di Champions League, che gli scozzesi concludono con un ultimo posto in classifica nel proprio girone; nel gennaio del 2004 viene ceduto in prestito al Brechin City, dove gioca fino al termine della stagione. Terminato il prestito viene ceduto a titolo definitivo al Falkirk, con cui nella stagione 2004-2005 vince la seconda divisione scozzese; nella stagione 2005-2006 esordisce nella prima divisione scozzese sempre nel Falkirk, con cui nel corso del campionato gioca 16 partite e segna 9 gol, arrivando quindi ad un bilancio totale di 34 reti in 57 partite nell'arco del suo biennio di permanenza nella squadra; nel gennaio del 2006 passa all'Hull City, nella seconda divisione inglese, campionato nel quale conclude la stagione giocando 15 partite e segnando 3 reti.
Nella stagione 2006-2007 viene inizialmente riconfermato dall'Hull City, con cui gioca una partita in Coppa di Lega; a novembre passa in prestito all'Hartlepool Utd, dove rimane fino al 31 dicembre 2016, segnando 5 reti in 10 partite in Football League Two; torna quindi all'Hull City, che, dopo avergli fatto giocare una partita in FA Cup e 9 partite nella seconda divisione inglese, il 1º marzo 2007 lo cede a titolo definitivo allo Swansea City, club con il quale Duffy termina l'annata segnando 5 gol in 8 presenze nel campionato di Football League One, campionato nel quale nella stagione successiva segna invece un gol in 20 partite, a cui aggiunge altre 2 presenze in FA Cup e 2 presenze in Coppa di Lega; in questa stagione la formazione gallese vince inoltre il campionato, venendo promossa in seconda divisione. Nell'estate del 2008 passa a titolo definitivo ai Bristol Rovers, con i quali nella stagione 2008-2009 torna a giocare ed a segnare con continuità: nel corso dell'annata oltre a giocare una partita in FA Cup ed una partita in Coppa di Lega disputa infatti 43 partite nel campionato di Football League One, nelle quali mette a segno 13 reti; nella stagione successiva pur continuando a giocare con regolarità in campionato (30 presenze) realizza solamente 3 reti, più un altro gol nell'unica presenza stagionale in FA Cup e 2 gol in altrettante apparizioni in campo in Coppa di Lega. Nell'aprile del 2010 viene inoltre ceduto in prestito per gli ultimi 2 mesi del campionato al Carlisle Utd, con cui segna una rete in 8 incontri sempre in League One.
Nella stagione 2010-2011 dopo aver giocato altre 3 partite di Football League One ai Rovers torna in patria, venendo ceduto in prestito per l'intera stagione all'Hibernian: con la maglia degli Hibees Duffy gioca 2 partite in Coppa di Scozia e 7 partite nella prima divisione scozzese, senza segnare nessuna rete. Terminato il prestito fa ritorno ai Bristol Rovers, che subito dopo lo cedono a titolo definitivo al Cheltenham Town, in League Two. Con la sua nuova squadra nella stagione 2011-2012 segna in totale 15 gol: 11 (in 41 partite, più altre 2 di play-off) in League Two, 2 (in 3 presenze) nel Football League Trophy e 2 (in 3 presenze, più un'ulteriore presenza senza reti in Coppa di Lega) in FA Cup. Rimane in squadra anche per l'intera stagione 2012-2013, nella quale segna 2 gol in 24 partite di campionato, a cui aggiunge un'altra presenza nei play-off, 3 presenze in FA Cup, una presenza in Coppa di Lega ed una presenza (nella quale segna anche un gol) nel Football League Trophy.
Nel 2013 si trasferisce in India: dal 2013 al 2015 gioca in prima divisione al Salgaocar, che poi lo cede in prestito al FC Goa, con cui gioca 4 partite senza mai segnare nella Indian Super League 2015; torna quindi al Salgaocar, con cui nella I-League 2015-2016 segna 11 gol in 13 partite di campionato, piazzandosi al secondo posto nella classifica marcatori del campionato. Nella stagione 2016-2017 è sempre in India, ma al Mohun Bagan, con cui realizza 8 reti in 17 presenze nella I-League 2016-2017. A fine stagione torna in patria, al St. Mirren, in seconda divisione; nel gennaio del 2018, dopo aver giocato 2 partite di campionato, viene ceduto in prestito all'Airdrieonians, formazione di terza divisione.

### Nazionali
Nel 2005 ha segnato 4 reti in 8 presenze nella nazionale scozzese Under-21.

## Palmarès

### Club

#### Competizioni nazionali
- Scottish Championship: 1

Falkirk: 2004-2005
- Football League One: 1

Swansea City: 2007-2008

### Individuale
- Capocannoniere della Scottish First Division: 1

2004-2005 (17 reti)